# Vollrad Kutscher
Vollrad Kutscher (* 1945 in Braunschweig) ist ein deutscher Künstler. Er ist spartenübergreifend tätig in den Bereichen Installation, Lichtkunst, Performance und Kunst im öffentlichen Raum. Kutscher lebt und arbeitet in Frankfurt am Main.

## Leben
Nach seinem Studium am Hochschulinstitut für Kunst- und Werkerziehung in Mainz (1968 bis 1972) ist Kutscher als freischaffender Künstler in Frankfurt tätig. Neben seiner künstlerischen Arbeit übernimmt er zahlreiche Lehraufträge, u. a. an der Hochschule für angewandte Wissenschaften Würzburg-Schweinfurt, an der F+F Schule für Kunst und Mediendesign in Zürich, an der Universität Lüneburg, an der Hochschule für Gestaltung Offenbach sowie an der Hochschule der Bildenden Künste Saar in Saarbrücken. 1992 übernahm er eine Gastprofessur an der Gesamthochschule Kassel und 1999 folgte eine Gastprofessur an der Universität Gießen. Kutscher ist in den Bereichen der Performance- und Videokunst auch als Kurator tätig.

## Werke

### Werke in Sammlungen
Museum Wiesbaden; Historisches Museum Frankfurt; Städtische Galerie im Lenbachhaus München; Kunstsammlung Saarland; Kunstmuseum Celle;  Kestnergesellschaft Hannover; Kunstmuseum Bern; Städtische Museen Heilbronn; ZKM Zentrum für Kunst und Medien Karlsruhe; Swiss Re München; Deutsche Bank; Allianz Treptowers Berlin; Sammlung Falckenberg

### Werke im öffentlichen Raum
- 2010: Deportationsmahnmal, Wiesbaden
- 2010: Blaue Blume, Lichtskulpturen in Hannover-Ilten und Hannover-Köthenwald
- 2007: Das Pfennigdenkmal, Alice Springs, Australien
- 2007: Blaue Welle, Münsterstraßenbrücken, Hamm
- 2006: Plenarsaal, Hessischer Landtag, Wiesbaden
- 2002: Das Pfennigdenkmal, Anlagenring, Frankfurt am Main
- 1998: Plenarsaal, Rathaus, Rüsselsheim

## Ausstellungen

### Einzelausstellungen (Auswahl)
- 2025: Ausstellungshalle 1A, Frankfurt am Main, D
- 2017: Kunsthaus Interlaken, CH
- 2016: Europäisches Künstlerhaus Oberbayern, D
- 2015: Museum Wiesbaden, D
- 2011: Galerie Henze-Ketterer, Bern Wichtrach, CH
- 2010: Dommuseum Frankfurt, D
- 2008: Hessischer Landtag, Wiesbaden, D
- 2006: Galerie Manfred Rieker, Heilbronn am Neckar, D
- 2005: Galerie Kampl, Art Cologne, Köln, D
- 2003: Kunstbunker, Nürnberg, D
- 2002: Stadtgalerie Saarbrücken, D
- 2001: Kunsthalle Göppingen, D
- 2000: Kunstsammlungen Chemnitz, D
- 1998: Kestner-Gesellschaft, Hannover, D
- 1996: Galerie Teutloff, Köln. D
- 1995: Städtische Galerie im Lenbachhaus München, D
- 1993: Galerie Kampl, München, D
- 1992: Kasseler Kunstverein, D
- 1991: Marilies Hess Stiftung, Frankfurt am Main, D
- 1990: Galerie Transit, Strassburg, F
- 1989: Galerie Jedermann-Harth, Frankfurt am Main, D
- 1988: Kunstmuseum Bern, CH

### Gruppenausstellungen (Auswahl)
- 2019: Kunstverein Familie Montez, D
- 2017: Lichtkunst aus der Sammlung Robert Simon, Kunstmuseum Celle, D
- 2016: Die Zweite haut, Museum Sinclair Haus, Bad Homburg, D
- 2015: Plakartive, Bielefeld, D
- 2014: Lichtkunst, Galerie Manfred Rieker, Heilbronn am Neckar, D
- 2013: Lichtkunstausstellung, Lüdenscheid, D
- 2013: Da geht Büchner, Galerie Netuschil, Darmstadt, D
- 2012: Performance Festival BONE, Bern, CH
- 2011: Videokunst, Neuer Kunstverein Aschaffenburg, D
- 2009: Forum of Light in Art, Eindhoven, NL
- 2009: Frame, Galerie Becker, Frankfurt am Main, D
- 2008: Lange Wirkung, Historisches Museum Frankfurt, D
- 2008: X mal Ich, Städtische Galerie Rastatt, D
- 2006: Luminale Rüsselsheim, D
- 2006: Videokunst CH AT DE, Kunstraum Innsbruck, A
- 2005: Die Büste seit Auguste Rodin, Kunstmuseum Appenzell, CH
- 2005: Modern Times, Mönchhaus Museum für moderne Kunst, Goslar, D
- 2005: Lichtkunst aus Kunstlicht, ZKM, Zentrum für Kunst und Medien Karlsruhe, D
- 2004: Skulpturenpark Wiesbaden, D
- 2003: Testbetrieb, Volxheimer Kunstverein, D
- 2002: Transformationen, Schirn Kunsthalle, Frankfurt am Main, D
- 2002: Galerie Beckers, Frankfurt am Main, D
- 2002: Identitäten, Georg Kolbe Museum, Berlin, D
- 2000: Sozialmaschine Geld, O.K. Centrum für Gegenwartskunst, Linz, A

## Bibliographie (Auswahl)
- Volker Rattemeyer (Hrsg.): Vollrad Kutscher - Dennoch, KANN Verlag, Katalog zur Einzelausstellung in der AusstellungsHalle 1A, Frankfurt am Main, 2025.
- Jürgen Raap:  Vollrad Kutscher, Wer den Pfennig nicht ehrt..., in: Kunstforum International, Band 149, 2000
- Peter Forster:  Vollrad Kutscher, Portraitinstallation Norbert Klassen, Museum Wiesbaden, Michael Imhof Verlag, 2015
- Alexander Klar:  Die Kunstsammlungen, Museum Wiesbaden, Hirmer Verlag München, 2015
- Hans Christoph von Tavel, Gerhard Johann Lischka: Vollrad Kutscher, Katalog zur Einzelausstellung im Kunstmuseum Bern, 1989